# Międzynarodowa Klasyfikacja Chorób dla Onkologii
Międzynarodowa Klasyfikacja Chorób dla Onkologii (ang. International Classification of Diseases for Oncology, ICD-O) to szczegółowa klasyfikacja stanowiąca rozszerzenie Międzynarodowej Statystycznej Klasyfikacji Chorób i Problemów Zdrowotnych (ICD-10) dla nowotworów, stosowana przede wszystkim przez ośrodki zajmujące się rejestracją nowotworów. Obecnie stosuje się 3. edycję klasyfikacji ICD-O.